# Calamotropha caesella
Calamotropha caesella là một loài bướm đêm trong họ Crambidae.